# Chwaszczewo
Chwaszczewo [xfaʂˈt͡ʂɛvɔ] est un village polonais de la gmina de Sidra dans le powiat de Sokółka et dans la voïvodie de Podlachie. Il se situe à environ 9 kilomètres au sud-ouest de Sidra, à 15 kilomètres au nord-ouest de Sokółka et à 45 kilomètres au nord de Białystok. 